# Kurort Rathen (Schiff, 1911)
Der Raddampfer Kurort Rathen wurde 1911 in der Schiffswerft Laubegast gebaut. Das Schiff wurde unter dem Namen Koenig Friedrich August mit der Baunummer 51 im Jahr 1911 auf Kiel gelegt. Die Schiffstaufe fand am 8. Juli 1911 durch den Namensgeber und sächsischen König Friedrich August III. persönlich statt. 1919 erhielt es den Namen Rathen.

## Die Zeit nach der Indienststellung bis 1945

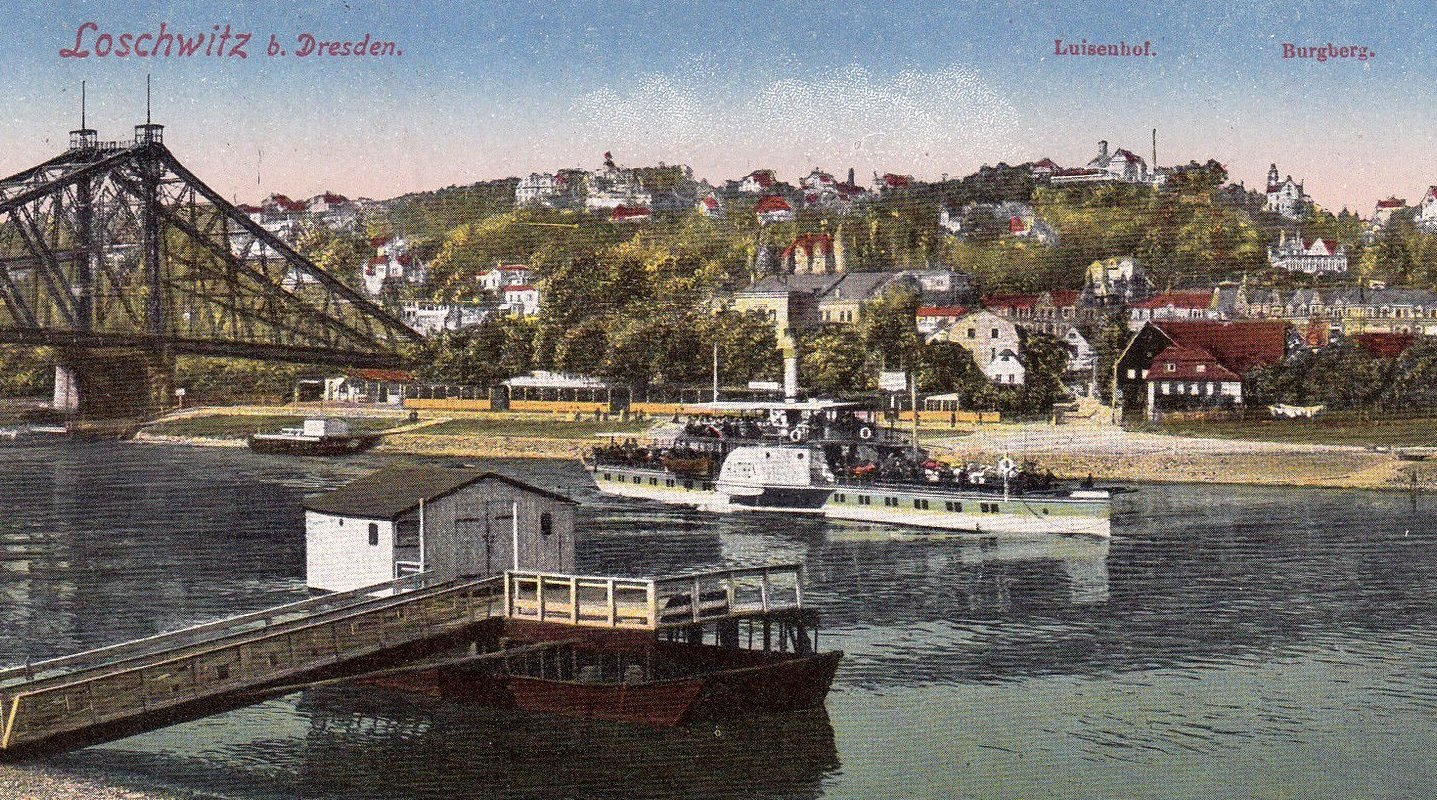
Die Rathen vor dem Blauen Wunder

Anlässlich des 75-jährigen Bestehens der Gesellschaft trug das Schiff bei den Probefahrten statt eines Namens die Nummer 75 auf den Radkästen. Nach der Indienststellung als Oberdeckdampfer fuhr das Schiff bis 1923 für die Sächsisch-Böhmische Dampfschiffahrts-Gesellschaft (SBDG). Nach der Einstellung des Geschäftsbetriebes 1923, fuhr das Schiff für die 1923 neu gegründete Sächsisch-Böhmische Dampfschiffahrt, Aktiengesellschaft (SBDA). Der ab 1926 übliche weiße Anstrich der Schiffe brachte ihr den Namen Weiße Flotte ein. Das Schiff verfügte schon über eine Dampfsteuermaschine und ein Ruderhaus. Gebaut wurde die Dampfsteuermaschine von der  Dresdner Maschinenbau und Schiffswerft Uebigau AG, mit der Fabrik-Nr. 1347. In der Größe ist sie mit der 1886 gebauten und seit 1956 so benannten Kurort Rathen vergleichbar. Die Passagierzahl dürfte nach heutigen Maßstäben bei ca. 350 Plätzen liegen.
1919 war das Schiff aufgrund schwieriger wirtschaftlicher Bedingungen am Ende des Ersten Weltkrieges aufgelegt.
Im Oktober 1919 wurde sie wie alle Schiffe, die Namen eines Monarchen oder einer Monarchie trugen, umbenannt und erhielt den Namen Rathen.

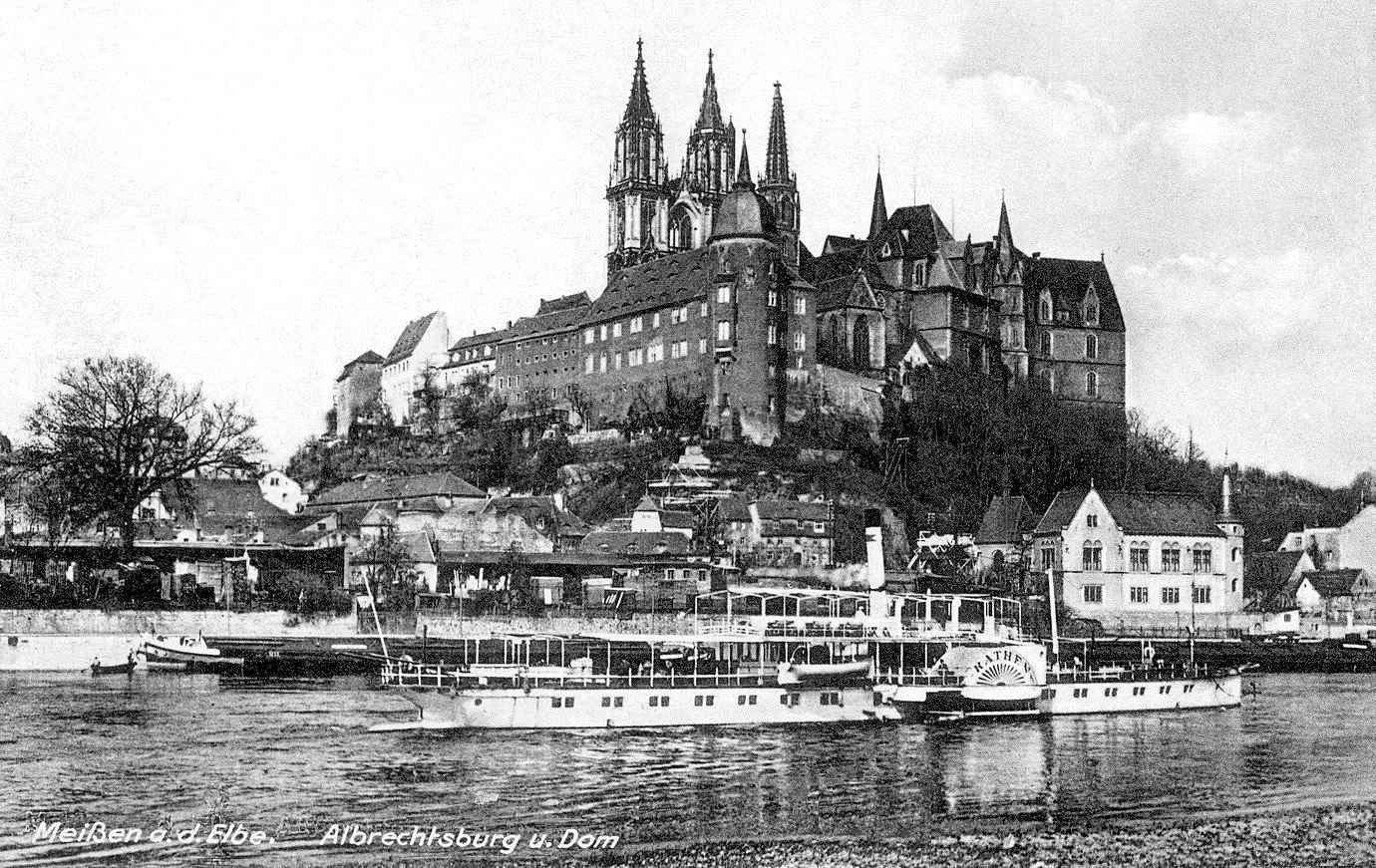
Raddampfer Rathen in Meißen

Im Winter 1927/28 erhielt das Schiff den weißen Anstrich. Im Winter 1929/30 wurde für die Unterdecksalons eine Dampfheizung eingebaut. Nachdem Rathen 1935 den Titel „Kurort“ erhalten hatte, wurde das Schiff in Kurort Rathen umbenannt.
Bei einem weiteren Umbau wurden die Radkästen ausgebaut um Platz für den Einbau von Toiletten zu schaffen.
Im Sommer 1943 erhielt die Kurort Rathen wie alle Dampfer einen Tarnanstrich. Über ihren Einsatz im Zweiten Weltkrieg ist nichts bekannt. Zuletzt war sie als Büroschiff der Junkers Flugzeug- und Motorenwerke in Dessau im dortigen Leopoldshafen stationiert.

## Die Zeit nach 1945
Das Schiff kam nicht wieder in Fahrt und wurde 1946 in den Bestand der neu gegründeten Sowjetischen Staatlichen Oderschiffahrts-AG (SOAG) eingegliedert und am 3. Juli 1946 als Reparationsleistung beschlagnahmt und in die Sowjetunion überführt. In der Schiffswerft in Roßlau wurden die Decksaufbauten und Radkästen entfernt, um auf dem Weg nach Stettin die niedrigen Brücken und engen Schleusen passieren zu können. Nach dem Weg über die Ostsee wurde das Schiff im Raum Leningrad als Transportschiff eingesetzt. Nach der Umsetzung auf die Wolga wurde das Schiff umfassend instand gesetzt  und ab 1951 unter dem neuen Namen Нептун in den Bestand der 1948 gegründeten (Волжское Грузовое Речное Пароходство [ВГРП]) Wolga-Fracht-Flusschifffahrtsgesellschaft übernommen. Diese wurde 1955 in (Волжское Речное Объединённое Пароходство [ВОРП]) Wolga Vereinigte Flussschiffahrtsgesellschaft umbenannt. Im Jahr 1956 wurde das Schiff abgewrackt.

## Die Dampfmaschine
Die Dampfmaschine war eine oszillierende Hochdruck-Zweizylinder-Verbund-Dampfmaschine mit Einspritzkondensation. Gebaut wurde sie, wie der Zwei-Flammrohr-Zylinderkessel, von der Dresdner Maschinenfabrik und Schiffswerft Uebigau AG, mit der Fabrik-Nr. 1334. Die Leistung betrug 150 PS. Der Dampfkessel hatte 10 bar Dampfdruck. Die Dampfmaschine wirkte auf zwei seitliche Schaufelräder.

## Kapitäne des Schiffes
- Heinrich August Keilig 1912–1918
- Richard Emil Peschke 1920